# فرانک راباریوونی
فرانک راباریوونی (انگلیسی: Franck Rabarivony؛ زادهٔ ۱۵ نوامبر ۱۹۷۰) بازیکن فوتبال اهل فرانسه است.
از باشگاه‌هایی که در آن بازی کرده‌است می‌توان به باشگاه فوتبال اوسر، باشگاه فوتبال رئال اویدو، و باشگاه فوتبال ویتوریا گیماریش اشاره کرد.
وی همچنین در تیم ملی فوتبال ماداگاسکار بازی کرده‌است.